# Erwin Springer
Erwin Springer (* 28. April 1935 in Stuttgart; † 18. Juli 1981 in Zamárdi, Ungarn) war ein deutscher Landtagsabgeordneter der CDU in Baden-Württemberg.

## Leben
Erwin Springer wurde 1935 in Stuttgart geboren. Er machte eine Lehre als Maschinenschlosser und war seit 1952 in der katholischen Jugendarbeit tätig und Mitglied des Katholischen Werkvolks. Eine Weiterbildung machte er am Katholischen Sozialinstitut Hohenaschau (Chiemgau).

## Politische Laufbahn
Seit 1952 war er auch aktiv in der Jungen Union und seit 1957 in der CDU. Er war Vorstandsmitglied der Jungen Union Stuttgarts und des Landesvorstands Nordwürttemberg des Sozialausschusses christlich-demokratischer Arbeitnehmer.
Seit 1949 war er zudem gewerkschaftlich organisiert und seit 1959 Beiratsmitglied der Daimler-Benz AG, Stuttgart-Untertürkheim. Ab Januar 1966 war er bis zum Ende der Legislaturperiode 1968 Mitglied des Landtags als Nachrücker für den verstorbenen Willi Lauk.

## Familie
Springer war verheiratet und hatte ein Kind.